# Скудьери, Джованни
Джованни Скудьери (итал. Giovanni Scudieri; 1817, Падуя, Италия — 1851, Тифлис, Российская империя) — русский архитектор итальянского происхождения. Работал в Одессе и в Грузии. В России был известен как Иван Борисович Скудьери

## Биография
Родился в Падуе в 1817 году

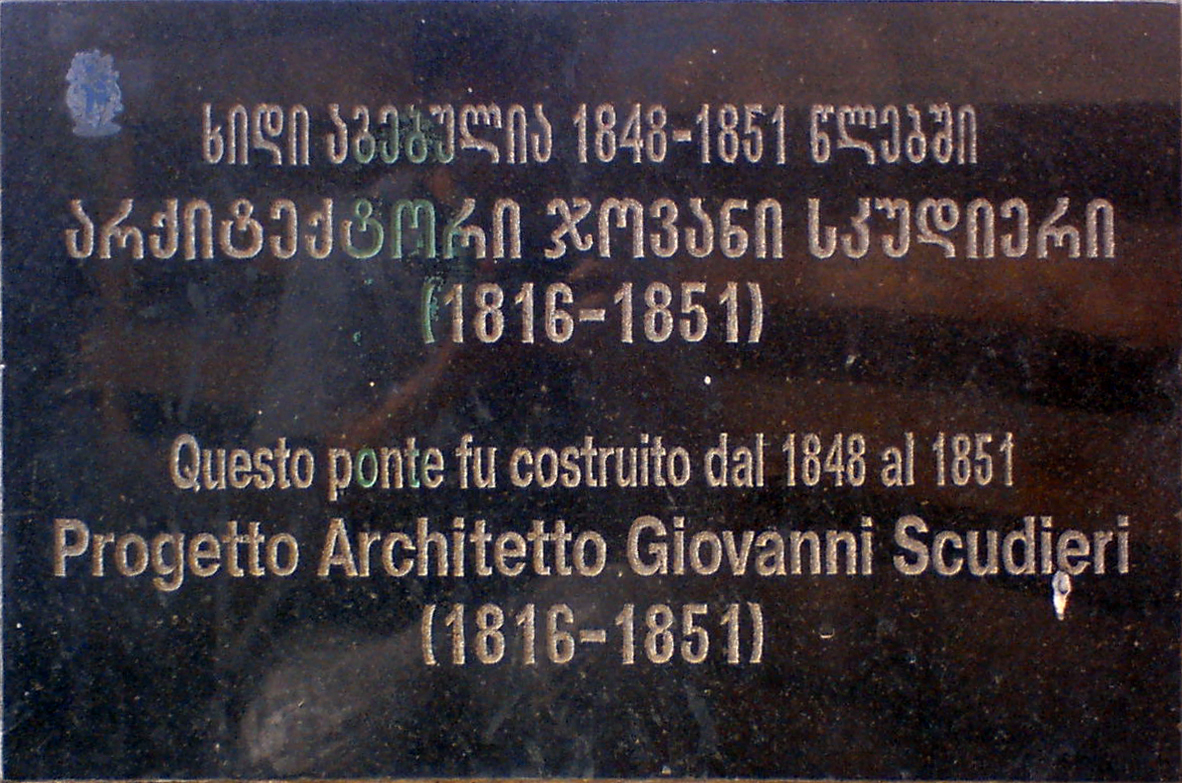
Мемориальная доска в Тбилиси. Сухой мост

В 1831 году окончил Высшее Императорско-королевское училище в Падуе. В 1837 году уехал в Россию. Сначала работал в Одессе, где генерал-губернатор Новороссии и Бессарабии князь Михаил Семёнович Воронцов поручил ему построить ряд общественных зданий.
После назначения наместником Кавказа, Воронцов пригласил Скудьери на Кавказ; с 1846 года он был главным архитектором Тифлиса. Жил на Баронской улице (ныне — улица Антона Пурцеладзе).
Погиб 5 (17) июня 1851 года при обрушении лесов на строительстве Корпусного Николаевского собора на территории, позже ставшей Александровским садом.
В честь Скудиери в Тбилиси названа улица вблизи парка «Деда эна» и Сухого моста.

## Известные постройки
- Суннитская мечеть (1846—1851)
- Караван-сарай и театр (старый оперный театр) на Эриванской площади (1847—1851).
- «Сухой мост» (1848—1851)
- Корпусной Николаевский собор (1851)
- Большой Михайловский мост (1851—1853)